# Bevan Holmes
Pas d'image ? Cliquez ici

a Compétitions nationales et continentales officielles uniquement.

b Matchs officiels uniquement.
Dernière mise à jour le 13 septembre 2021.
 Bevan Holmes  (né le 7 avril 1946 à Christchurch, en Nouvelle-Zélande) est un ancien joueur de rugby à XV qui a joué avec l'équipe de Nouvelle-Zélande. Il évoluait au poste de troisième ligne aile (1,88 m pour 97 kg). 

## Carrière
Bevan Holmes a disputé son premier match avec l'équipe de Nouvelle-Zélande le 14 juin 1970, et son dernier match le 8 août 1973. 
Il a joué de nombreux matchs avec les All-Blacks, notamment lors de quatre tournées, mais il n’a pas disputé de test match.
Holmes a disputé 130 matchs de haut niveau, dont 90 avec la province de North Auckland.

## Palmarès
- Nombre de test matchs avec les Blacks :  0
- Nombre total de matchs avec les Blacks :  22